# Gong Ruina
Gong Ruina (chinesisch 龔睿那 / 龚睿那, Pinyin Gōng Ruìnà; * 23. Januar 1981 in Anhua, Yiyang, Provinz Hunan) ist eine Badmintonspielerin aus der Volksrepublik China.
Gong nahm im Badminton bei Olympia 2004 für China teil. Im Dameneinzel bezwang sie in den ersten beiden Runden Li Li aus Singapur und Salakjit Ponsana aus Thailand. Im Viertelfinale schlug Gong Cheng Shao-Chieh aus Taiwan mit 11:3, 11:3, um ins Halbfinale vorzudringen. Dort wurde sie von Mia Audina aus den Niederlanden bezwungen mit 11:4, 11:2. Gong verlor im so genannten „Trostfinale“ gegen ihre chinesische Landsfrau Zhou Mi mit 11:2, 8:11, 11:6, wodurch sie „undankbare Vierte“ der Gesamtkonkurrenz wurde. Allerdings gewann sie das Dameneinzel der Badminton Swiss Open in diesem Jahr.

## Erfolge
- Weltmeisterin 2001
- China Open 2003
- Swiss Open 2004
- Denmark Open 2003
- Indonesia Open 2002
- Malaysia Open 2001
- All England 2004
- Brunei Open 1998